# Équipe cycliste Vrienden Van Het Platteland
Vrienden Van Het Platteland (littéralement « amis de la campagne ») est une ancienne équipe cycliste féminine basée aux Pays-Bas, qui a existé de 2000 à 2008. Elle était dirigée par Peter Smeets. Loes Gunnewijk, Iris Slappendel et Ellen van Dijk y ont notamment débuté leurs carrières.

## Histoire de l'équipe
En 2009, l'équipe Nederland Bloeit fusionne avec l'équipe Vrienden Van Het Platteland.

## Classements UCI
Ce tableau présente les places de l'équipe Vrienden Van Het Platteland au classement de l'Union cycliste internationale en fin de saison, ainsi que ses meilleures coureuses au classement individuel.
| Année | Classement par équipes | Meilleure coureuse au classement individuel |
| 2000  | -                      | Sandra Rombouts (164e)                      |
| 2001  | 17e                    | Tanja Schmidt-Hennes (51e)                  |
| 2002  | 20e                    | Loes Gunnewijk (91e)                        |
| 2003  | 18e                    | Loes Gunnewijk (75e)                        |
| 2004  | 11e                    | Chantal Beltman (32e)                       |
| 2005  | 13e                    | Chantal Beltman (30e)                       |
| 2006  | 12e                    | Chantal Beltman (30e)                       |
| 2007  | 23e                    | Ellen van Dijk (37e)                        |
| 2008  | 19e                    | Liesbet De Vocht (73e)                      |

De 2005 à 2009, l'équipe participe à la Coupe du monde.
| Année | Classement par équipes | Meilleure coureuse au classement individuel |
| 2001  | -                      | Edith Klep-Moerenhout (36e)                 |
| 2002  | -                      | -                                           |
| 2003  | -                      | -                                           |
| 2004  | -                      | -                                           |
| 2005  | -                      | Loes Gunnewijk (79e)                        |
| 2006  | 27e                    | Ellen van Dijk (51e)                        |
| 2007  | 25e                    | Anita Valen (44e)                           |
| 2008  | 10e                    | Liesbet De Vocht (34e)                      |

## Principales victoires

### Compétitions internationales
| Cyclisme sur route - Championnat du monde universitaire : 1 - Course en ligne : 2006 (Ellen van Dijk) - Championnat d'Europe : 1 - Contre-la-montre espoirs : 2008 (Ellen van Dijk) | Cyclisme sur piste - Championnat du monde : 1 - Scratch : 2008 (Ellen van Dijk) - Championnat d'Europe : 1 - Course aux points : 2008 (Ellen van Dijk) - Scratch : 2008 (Ellen van Dijk) |

### Championnats nationaux
| Cyclisme sur route - Championnats de Belgique : 1 - Contre-la-montre : 2008 (An Van Rie) - Championnats des Pays-Bas : 1 - Contre-la-montre : 2007 (Ellen van Dijk) - Championnats de Norvège : 1 - Contre-la-montre : 2007 (Anita Valen) | Cyclisme sur piste - Championnats des Pays-Bas : 5 - 500 m : 2008 (Willy Kanis) - Keirin : 2008 (Willy Kanis) - Poursuite : 2007 et 2008 (Ellen van Dijk) - Vitesse individuelle : 2008 (Willy Kanis) |

## Encadrement
Peter Smeets est le représentant de l'équipe et son dirigeant au moins à partir de 2002. Cette année-là, il est accompagné d'Angela van Smoorenburg et d'Eric van der Weide, déjà présent en 2000 et 2001,,. Jan van Dam en est le gérant de 2006 à 2007. Il est assisté les deux années par Ruud Zijlmans. En 2008, l'équipe est gérée par Wim Kruis.

## Vrienden Van Het Platteland en 2008

### Arrivées et départs
| Arrivées                | Équipe 2007          |
| ----------------------- | -------------------- |
| Martine Bras            | Lotto-Soudal Ladies  |
| Nikki Butterfield-Egyed | Raleigh Lifeforce    |
| Lorian Graham           | Néo-professionnelle  |
| Yvonne Hijgenaar        | Therme Skin Care     |
| Marit Huisman           | Néo-professionnelle  |
| Willy Kanis             | Néo-professionnelle  |
| Roxane Knetemann        | AA-Drink             |
| Kristy Miggels          | Therme Skin Care     |
| Tina Pic                | Colavita-Sutter Home |
| Martine van der Herberg |                      |
| An Van Rie              | AA-Drink             |
| Annemiek van Vleuten    | Néo-professionnelle  |
| Liesbet De Vocht        | Lotto-Soudal Ladies  |

| Départs            | Équipe 2008 |
| ------------------ | ----------- |
| Janne Brok         |             |
| Katie Brown        |             |
| Yvonne Leezer      |             |
| Emma Mackie        |             |
| Anita Valen        | Flexpoint   |
| Monique van de Ree |             |
| Moniek Rotmensen   |             |

## Effectif
| Cycliste               | Date de naissance | Nationalité | Équipe 2007                 |  |
| ---------------------- | ----------------- | ----------- | --------------------------- |  |
| Liesbeth Bakker        | 1er juillet 1986  | Pays-Bas    | Vrienden van het Platteland |  |
| Martine Bras           | 17 mai 1978       | Pays-Bas    | Lotto-Soudal Ladies         |  |
| Liesbet De Vocht       | 5 janvier 1979    | Pays-Bas    | Lotto-Soudal Ladies         |  |
| Nikki Egyed            | 19 avril 1982     | Australie   | Raleigh Lifeforce           |  |
| Lorian Graham          | 8 novembre 1977   | Australie   | Néo-professionnelle         |  |
| Yvonne Hijgenaar       | 15 mai 1980       | Pays-Bas    | Therme Skin Care            |  |
| Marit Huisman          | 3 janvier 1989    | Pays-Bas    | Néo-professionnelle         |  |
| Willy Kanis            | 27 juillet 1984   | Pays-Bas    | Néo-professionnelle         |  |
| Roxane Knetemann       | 1er avril 1987    | Pays-Bas    | AA-Drink                    |  |
| Tina Mayolo-Pic        | 9 mai 1966        | États-Unis  | Colavita-Sutter Home        |  |
| Kristy Miggels         | 6 août 1980       | Pays-Bas    | Therme Skin Care            |  |
| Martine van de Herberg | 24 novembre 1989  | Pays-Bas    | Néo-professionnelle         |  |
| Ellen van Dijk         | 11 février 1987   | Pays-Bas    | Vrienden van het Platteland |  |
| An Van Rie             | 9 juin 1974       | Belgique    | AA-Drink                    |  |
| Annemiek van Vleuten   | 8 octobre 1982    | Pays-Bas    | Néo-professionnelle         |  |
| Monique Verstraaten    | 24 avril 1983     | Pays-Bas    | Vrienden van het Platteland |  |
| Jaccolien Wallaard     | 30 septembre 1982 | Pays-Bas    | Vrienden van het Platteland |  |

### Victoires

#### Sur route
| Date       | Course                                           | Pays       | Classe | Vainqueur                    |
| ---------- | ------------------------------------------------ | ---------- | ------ | ---------------------------- |
| 14 mai     | 2e étape de la Mount Hood Classic                | États-Unis | 2.2    | Tina Pic                     |
| 18 mai     | 6e étape de la Mount Hood Classic                | États-Unis | 2.2    | Tina Pic                     |
| 18 mai     | 2e étape du Tour de l'Aude                       | France     | 2.1    | Martine Bras, Ellen van Dijk |
| 3 juillet  | Championnat d'Europe du contre-la-montre espoirs | Italie     | 0      | Ellen van Dijk               |
| 24 juillet | 1re étape du Tour féminin en Limousin            | France     | 2.2    | Ellen van Dijk               |
| 15 août    | Championnat de Belgique du contre-la-montre      | Belgique   | CN     | An Van Rie                   |

#### Sur piste
| Date        | Course                                               | Pays        | Classe | Vainqueur                     |
| ----------- | ---------------------------------------------------- | ----------- | ------ | ----------------------------- |
| 19 janvier  | Vitesse par équipes à Los Angeles                    | États-Unis  | CDM    | Willy Kanis, Yvonne Hijgenaar |
| 15 février  | Vitesse individuelle à Copenhague                    | Danemark    | CDM    | Willy Kanis                   |
| 17 février  | Keirin à Copenhague                                  | Danemark    | CDM    | Willy Kanis                   |
| 30 mars     | Championnat du monde de scratch                      | Royaume-Uni | CM     | Ellen van Dijk                |
| 6 septembre | Championnat d'Europe de la course aux points espoirs | Royaume-Uni | 0      | Ellen van Dijk                |
| 7 septembre | Championnat d'Europe du scratch espoirs              | Royaume-Uni | 0      | Ellen van Dijk                |
| 21 novembre | Vitesse par équipes à Melbourne                      | Australie   | CDM    | Willy Kanis, Yvonne Hijgenaar |
| 22 novembre | 500 mètres à Melbourne                               | Australie   | CDM    | Willy Kanis                   |
| 22 novembre | Keirin à Melbourne                                   | Australie   | CDM    | Willy Kanis                   |
| 28 décembre | Championnats des Pays-Bas du 500 m                   | Pays-Bas    | CN     | Willy Kanis                   |
| 29 décembre | Championnats des Pays-Bas de la vitesse              | Pays-Bas    | CN     | Willy Kanis                   |
| 30 décembre | Championnats des Pays-Bas de poursuite               | Pays-Bas    | CN     | Ellen van Dijk                |
| 30 décembre | Championnats des Pays-Bas du Keirin                  | Pays-Bas    | CN     | Willy Kanis                   |

#### Coupe du monde
| #                 | Date | Course                                       | Meilleure classée           | Classement |
| ----------------- | ---- | -------------------------------------------- | --------------------------- | ---------- |
| 24 février 2008   | 1    | Geelong World Cup                            | Tina Pic                    | 19e        |
| 24 mars 2008      | 2    | Trofeo Alfredo Binda-Comune di Cittiglio     | Lorian Graham               | 9e         |
| 6 avril 2008      | 3    | Tour des Flandres                            | Martine Bras                | 20e        |
| 12 avril 2008     | 4    | Tour de Drenthe                              | Liesbet De Vocht            | 7e         |
| 23 avril 2008     | 5    | Flèche wallonne                              | Lorian Graham               | 24e        |
| 4 mai 2008        | 6    | Tour de Berne                                | Nikki Butterfield           | 7e         |
| 31 mai 2008       | 7    | Coupe du monde cycliste féminine de Montréal | -                           | -          |
| 30 juillet 2008   | 8    | Open de Suède Vårgårda                       | Martine Bras                | 10e        |
| 1er août 2008     | 9    | Open de Suède Vårgårda TTT                   | Vrienden van het Platteland | 5e         |
| 24 août 2008      | 10   | Grand Prix de Plouay                         | Martine Bras                | 5e         |
| 14 septembre 2008 | 11   | Tour de Nuremberg                            | Liesbeth Bakker             | 14e        |

### Classement UCI
| Rang | Coureur              | Points |
| ---- | -------------------- | ------ |
| 73   | Liesbet De Vocht     | 77,25  |
| 78   | Martine Bras         | 75     |
| 79   | Ellen van Dijk       | 74,91  |
| 88   | Annemiek van Vleuten | 64,25  |
| 107  | Nikki Egyed          | 48     |
| 120  | An Van Rie           | 39,25  |
| 154  | Lorian Graham        | 24     |
| 161  | Tina Pic             | 23     |
| 216  | Marit Huisman        | 11,25  |
| 225  | Liesbeth Bakker      | 10,25  |
| 262  | Jaccolien Wallaard   | 8      |

## Dissolution de l'équipe
| Arrivées | Équipe 2008 |
| -------- | ----------- |

| Départs                 | Équipe 2009          |
| ----------------------- | -------------------- |
| Liesbeth Bakker         |                      |
| Martine Bras            | Selle Italia-Ghezzi  |
| Nikki Butterfield-Egyed |                      |
| Lorian Graham           |                      |
| Yvonne Hijgenaar        | Nederland Bloeit     |
| Marit Huisman           |                      |
| Willy Kanis             |                      |
| Roxane Knetemann        |                      |
| Kristy Miggels          |                      |
| Tina Pic                | Colavita/Sutter Home |
| Martine van der Herberg |                      |
| Ellen van Dijk          | Columbia-HTC         |
| An Van Rie              |                      |
| Annemiek van Vleuten    | Nederland Bloeit     |
| Liesbet De Vocht        | Nederland Bloeit     |
| Monique Verstraaten     |                      |
| Jaccolien Wallaard      |                      |